# Bear Lake (Idaho-Utah)

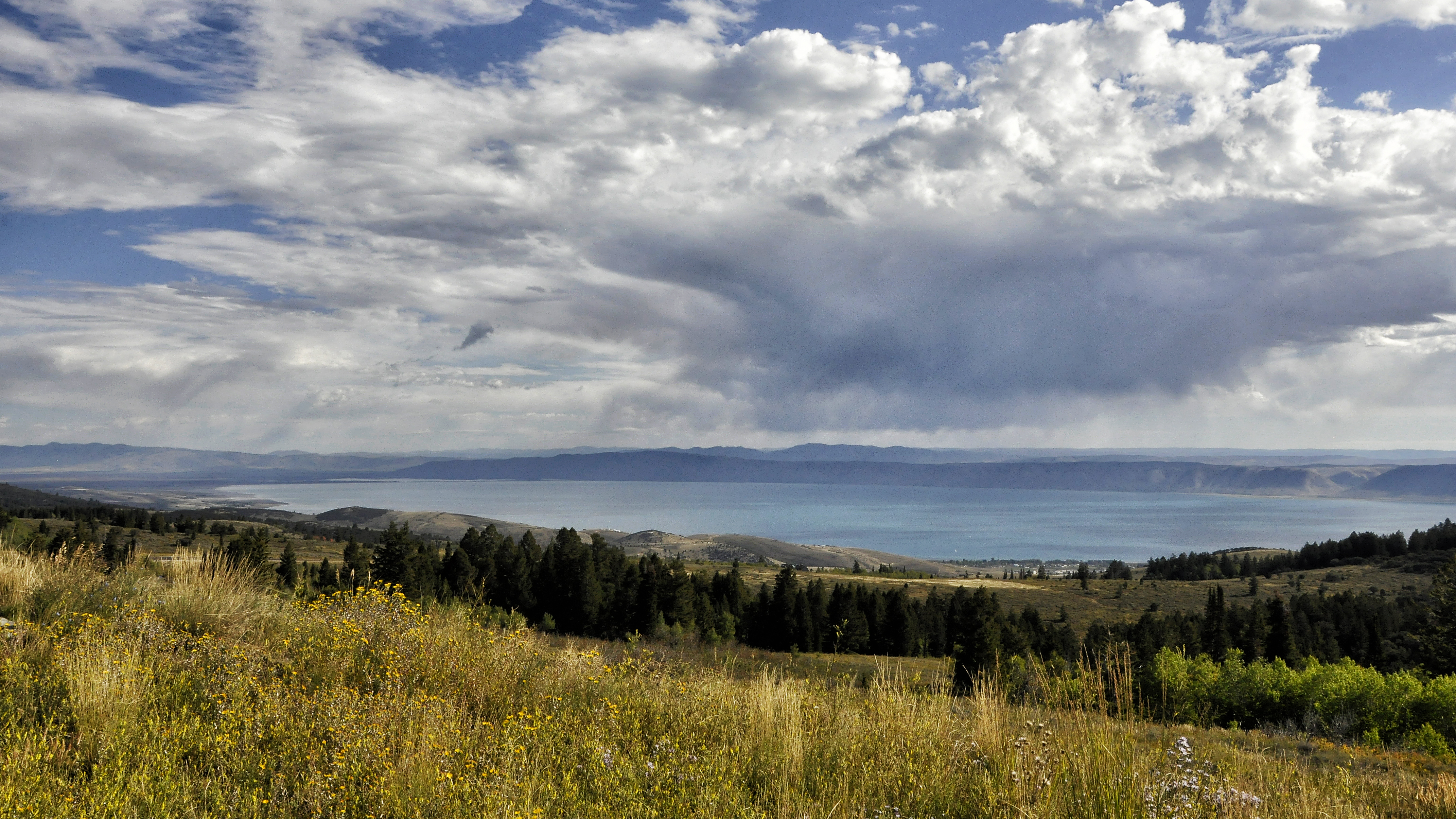
Gezicht op het deel van Bear Lake in Utah vanaf het Bear Lake Visitor Center langs de US 89

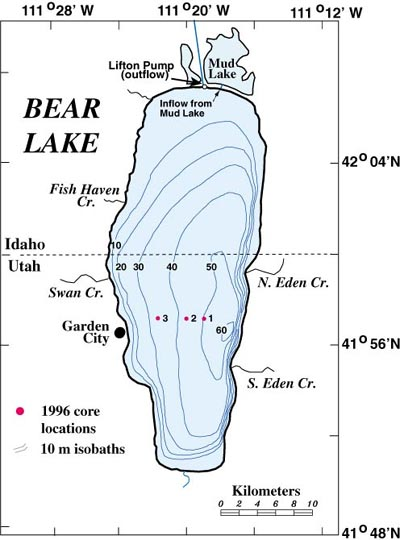
Bathymetrische kaart van Bear Lake

Bear Lake (Nederlands: Berenmeer) is een natuurlijk ontstaan zoetwatermeer op de grens tussen de Amerikaanse staten Idaho en Utah. Het wordt ook de Caraïben van de Rockies genoemd omwille van de turkoois-blauwe kleur veroorzaakt door de weerkaatsing van de opgeloste kalksteen in het water. De samenstelling van het water heeft geleid tot de evolutie van een aantal soorten die alleen in dit meer voorkomen.
Bear Lake is 250.000 jaar oud en ontstond door bodemverzakking veroorzaakt door een breuk en die een halve slenk vormde. Aan de oostkant gaat deze verzakking nog steeds door en verdiept het meer langzaam verder. Bear Lake heeft een oppervlakte van 282 km² en ligt op een hoogte van 1806 m. Het is 32 km lang, met een maximale breedte van 13 km en 63 m diep. Het ligt ingeklemd tussen de Bear River Mountains aan de westelijke kant en uitlopers van de Wasatch Range in het zuidwesten. Logan Canyon ligt aan de westelijke zijde van het meer.
Bear Lake loost zijn water, aan de noordzijde, via het Bear Lake Outlet Canal in de Bear River die uitmondt in het Great Salt Lake.

## Geschiedenis
De eerste bekende bewoners van de vallei rond het meer waren Shoshone-stammen maar ook andere inheemse volkeren kenden de vallei. De eerste blanken die het meer zagen waren Frans-Canadese trappers die voor de North West Company werkten en Bear River stroomopwaarts volgden tot in de vallei. Oorspronkelijk werd het meer Black Bear Lake genoemd. Het kreeg zijn naam in 1819 van Donald Mckenzie, een lid van de Frans-Canadese groep.
Aan de zuidzijde van het meer, in het gebied van de huidige plaats Laketown, ligt de locatie van een rendez-vous in de zomer van 1827 en 1828. Mountain Men, waaronder Jedediah Smith en Jim Bridger kwamen hiernaartoe, samen met handelaars en Indianen van verschillende stammen. De mountain men verkochten pelsen in ruil voor goederen en proviand en een aantal weken werden doorgebracht met amusement en alcohol.
De aankomst van Smith in juni 1827 was historisch, gezien het de eerste overtocht over land betekende van de toenmalige Verenigde Staten naar Californië. Hij vermeldde het in zijn dagboek: "Mijn komst veroorzaakte nogal wat opschudding in het kamp gezien men mij en mijn gezelschap als verdwenen had beschouwd".
Alhoewel het meer relatief dicht bij de Oregon Trail ligt, die ten noorden en oosten van Bear Lake loopt en gebruikt werd door veel migranten tussen 1836 en 1850, blijkt dat niemand ver genoeg naar het zuiden afboog om het meer te zien. Eerst in 1863 vestigden zich mormonen in de vallei. Ze sloten een overeenkomst met de indianen en lieten het overgrote deel van de vallei op het grondgebied van Utah in hun handen. De mormonen bezetten geleidelijk plaatsen verder naar het zuiden langs het meer zoals Garden City, Pickelville en Laketown.

## Fauna en flora
De soorten Bonneville cutthroat trout, Bonneville whitefish en Bonneville cisco zijn endemisch voor dit meer. Ze pasten zich aan aan de levensomstandigheden tijdens de 100.000 jaar dat Bear Lake geografisch was geïsoleerd. Deze vissoorten behoren tot de familie van de Pacifische zalmen. Ook Bear Lake sculpin is endemisch maar werd wel uitgezet in andere waters in de USA, zoals dat ook gebeurde met de Bonneville cutthroat trout.
De vallei rond Bear Lake is gekend om de frambozen van uitstekende kwaliteit. Het Raspberry Days festival wordt jaarlijks, tijdens de eerst week van augustus, in Garden City gehouden en lokt duizenden bezoekers van over de ganse wereld. Men organiseert rodeo's, kookwedstrijden, missverkiezingen, vuurwerkshows, concerten en dergelijke.